# 삼김

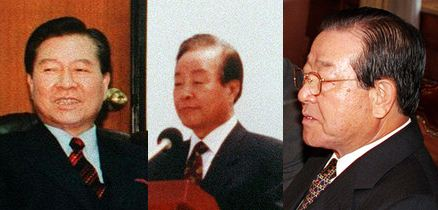
왼쪽부터 김대중, 김영삼, 김종필

삼김(三金, 3김)이란 1950년대부터 2000년대까지 대한민국에서 오랫동안 정치 활동을 해 왔던 김영삼(약칭 YS), 김대중(약칭 DJ), 김종필(약칭 JP)을 가리키는 정치적인 용어이다. 정치인 3인 모두 성이 '김(金)'이라는 점에서 유래하였다. 삼김이 정치 활동을 한 시대를 삼김시대라고 한다.
이 가운데 김영삼은 1993년부터 1998년까지 대한민국 제14대 대통령을, 김대중은 1998년에서 2003년까지 대한민국 제15대 대통령을 역임하였고, 김종필의 경우 1971년부터 1975년까지, 1998년부터 2000년까지 국무총리를 역임하였다. 또한 김영삼과 김종필은 9번이나 국회의원에 당선되었으며, 이 기록은 대한민국 국회 개원 이래 최다 당선 횟수로 현재까지 기록되어 있다. 2004년 제17대 국회의원 총 선거에서 자유민주연합의 비례대표 1번 후보로 출마한 김종필이 자유민주연합의 지지율 급락과 더불어 자신도 낙선하자, 총재직의 사퇴와 함께 정계 은퇴를 선언하면서 삼김의 정치 활동은 막을 내렸다.

## 정치 성향
활동 초기였던 1960년대 당시에는 김종필은 박정희 군부 정권 하에 국무총리를 역임하는 등 군부 정권의 주요 인사로 활동하였으며, 김영삼과 김대중은 이러한 군부 정권을 반대하는 주요 인사로 활동해왔다. 1990년에는 김영삼과 김종필이 당시 모두 각 당의 대표 자리에 있던 상황에서 당시 대통령이었던 노태우와 함께 3당 합당을 이끌어내 여당의 대표 인사가 되었으며, 야당의 대표인물이었던 김대중은 이러한 합당을 반대하였다.
제14대 대통령 선거에서는 여당인 민주자유당의 김영삼과 야당인 민주당의 김대중이 각각 후보로서 출마하여 190만 표 차로 김영삼이 당선되었다. 김영삼의 문민정부 시절까지 함께 협력해 왔던 김종필은 이 시기에 김영삼과의 불화로 1995년 자유민주연합이라는 새로운 보수 정당을 창당한다. 제15대 대통령 선거에서는 당시 야당이었던 새정치국민회의의 김대중이 자유민주연합의 김종필과 후보 단일화를 이끌어 낸 이후 당선되면서 김종필을 국무총리로 임명하는 일명 'DJP연합'이 구성되었다. 이후의 대통령 선거에서는 자신의 정치 성향과 가까운 인물을 주로 지지하였는데, 대표적으로 제17대 대통령선거에서 이미 정계 은퇴했던 김종필은 DJP연합 당시에는 김대중을 협력한 적이 있었음에도 불구하고, 보수 성향의 자신의 정치적인 신념에 따라 대표적인 보수 정당인 한나라당의 이명박 후보를 지지하였다.

## 문화
삼김의 인물을 주인공으로 하여 구성한 《삼김시대》라는 드라마가 SBS에서 1998년에 방송되었다. 유인촌이 김대중 역을, 길용우가 김영삼 역을, 정동환이 김종필 역을 담당했다. 김대중 당시 대통령을 중심으로 한 국민의 정부의 출범과 동시에 방영을 한 것이 특징이다.

## 그 후
2009년 8월 18일 김대중 전 대통령이 다발성 장기부전으로 인한 합병증으로 향년 85세에 서거하면서 삼김 시대는 점점 저물어 가기 시작했고, 2015년 11월 22일 김영삼 전 대통령이 혈액감염 치료중 향년 88세로 서거하였고 2018년 6월 23일 김종필 전 총리 역시 향년 92세로 타계하면서 삼김 시대는 역사 속으로 완전히 사라지게 되었다.